# Муравченко, Фёдор Михайлович
Фёдор Михайлович Муравченко (укр. Федір Михайлович Муравченко; 18 марта 1929, Запорожье-Грудоватое, Днепропетровский округ — 8 февраля 2010, Запорожье) — генеральный конструктор ЗМКБ «Прогресс» доктор технических наук, профессор, член-корреспондент Национальной академии наук Украины, лауреат государственных премий СССР и Украины, кавалер многих орденов и медалей, Герой Украины (2002), Заслуженный деятель науки и техники Украины (2003).

## Биография
Родился 18 марта 1929 года в селе Запорожье-Грудоватое Синельниковского района. Вскоре семья переехала в соседнее село — Призово, где прошли детские и юношеские годы.
Фёдор был восьмым из девяти детей Варвары Мироновны и Михаила Ефимовича. Выжили только два сына: младший — Фёдор и старший — Иван. Фёдор Муравченко отмечал, что по-настоящему сформировали его характер, во многом предопределили дальнейшую судьбу годы немецкой оккупации:

— Во время войны через наше село шесть раз проходила линия фронта. И каждый раз бомбили. Видел я, как расстреливали женщин, стариков и детей. Однажды немцы догнали кибитку на околице села и, забрав лошадей, выстрелами в затылок перестреляли цыган.

В 1954 году Муравченко с отличием окончил Харьковский авиационный институт и с красным дипломом инженера-авиамоторостроителя прибыл в Запорожское ОКБ № 478 (сегодня ГП «Ивченко-Прогресс»). Вместе с ним в коллектив конструкторского бюро, возглавляемого А. Г. Ивченко, влилась многочисленная группа его однокурсников. Это был один из самых сильных выпусков Харьковского авиационного института. Наступал новый этап в развитии отечественной авиации — эра газотурбинных двигателей, и советская промышленность остро нуждалась в таких специалистах.
К тому времени созданные коллективами О. К. Антонова, Ивченко и М. Л. Миля легкомоторные самолёты и вертолёты заполнили пробел в этом классе авиации. Пришла пора включаться в создание летательных аппаратов средней размерности, но для этого были нужны турбовинтовые и турбовальные двигатели.
Правительство приняло постановление о создании транспортно-десантного самолёта с двумя турбовинтовыми двигателями. А. Ивченко получил задание разработать для него модификацию силовой установки на базе опытного турбовинтового двигателя ТВ-2 конструкции Н. Кузнецова. Но для выполнения такого задания не было соответствующих производственных помещений и оборудования, не хватало специалистов. Так Муравченко и оказался в Запорожье.
В должности инженера-конструктора Фёдор Михайлович сделал многое для победы газотурбинного двигателя АИ-20 в конкурентной борьбе с другими разработчиками силовых установок.
В 1960 году за создание АИ-20 А. Ивченко и его соратники В. Лотарев, А. Пантелеев, А. Зленко и А. Шведченко были удостоены Ленинской премии.
Позже, в 1993 году, по инициативе Ф. Муравченко правительство Украины своим постановлением присвоит конструкторскому бюро «Прогресс» имя академика А. Ивченко, а с 1997 года двигатели, создаваемые КБ имени А. Ивченко, вновь станут маркировать литерами «АИ» — в честь основателя конструкторского бюро.
В 1959 году в КБ создают бригаду по запуску двигателей, и Муравченко назначают её начальником. То, чем занималась бригада, для КБ было незнакомым делом, но Фёдор Михайлович верно предугадал перспективность воздушной системы запуска газотурбинного двигателя. Такая система впервые в СССР разрабатывается под его руководством, она сменила сложную и громоздкую электрическую систему запуска. Профессионализм, талант и самоотдача Муравченко проявились и тогда, когда год спустя он возглавил бригаду, разрабатывающую камеры сгорания.
Сплотив вокруг себя коллектив единомышленников, среди которых были Н. Жило, Э. Цыбульский, И. Сосницкий, Фёдор Михайлович сумел найти оригинальные, новаторские решения в исследовании кольцевых камер сгорания.
Когда А. Ивченко озадачил конструкторов идеей «приземления» авиационных газотурбинных двигателей, отработавших свой ресурс на «крыле», именно ведущему конструктору Муравченко было поручено руководить этим направлением. В сжатые сроки удалось выполнить колоссальный объём работ по использованию авиадвигателей в качестве газотурбинных приводов индустриального назначения — в энергетике, перекачке газа и нефти, пожаротушении. Насколько значимы были эти работы, проведённые под его руководством, свидетельствует такой факт: сегодня на всём постсоветском пространстве нет ни одного ОКБ, которое не имело бы индустриальных вариантов газотурбинных двигателей, построенных на базе авиационных.
В 1967 году Муравченко в качестве заместителя главного конструктора возглавил разработку первого в СССР турбореактивного двигателя Д-36. Создание самолёта Як-42 с двигателями Д-36 стало вехой в истории отечественного авиадвигателестроения.
В начале 1970-х годов Муравченко выдвинул идею создания вертолётного газотурбинного двигателя Д-136 на базе двухкаскадного газогенератора двигателя Д-36. Этот замысел был осуществлён в 1978 году, а уже в феврале следующего года не имеющий аналогов по мощности (свыше 11 тысяч лошадиных сил) и экономичности двигатель Д-136 впервые поднял в небо самый большой в мире вертолёт Ми-26. За участие в создании нового вертолёта Ф. Муравченко в 1984 году была присуждена Государственная премия СССР.
Благодаря очередной реконструкции предприятия в ГП «Ивченко-Прогресс» появились новые испытательные стенды, современные станки и оборудование, что позволило реализовать доселе невыполнимые технические решения. Предприятие вышло с предложением создать самый мощный в мире двигатель — теперь уже не для вертолёта, а самолёта. Речь шла о двигателе Д-18 для Ан-124 «Руслан». При его разработке был использован опыт создания Д-36.
Во время работы над Д-18 был сделан скачок в развитии отечественного авиастроения, укреплении его материальной базы (создавались не только новые виды оборудования, но и открытые испытательные площадки, новые цеха). Над внедрением в серийное производство самолёта Ан-124 трудилось более ста предприятий СССР.
Первый полёт Ан-124 ОКБ имени О. К. Антонова с двигателями Д-18Т совершил в декабре 1982 года. Только через пять лет полномасштабные испытания «Руслана» были успешно завершены, и с февраля 1987 года самолёт начал поступать на вооружение ВВС и использоваться в народном хозяйстве. Вскоре он стал самым востребованным в транспортной авиации.
За плодотворную работу в области самолётостроения и создание двигателя Д-18Т генеральный конструктор Муравченко был удостоен Государственной премии Украины в области науки и техники.
Конструкторское бюро Фёдор Михайлович возглавил в 1989 году, когда все ёмкие программы, ранее заложенные в основу деятельности предприятия, были практически реализованы. Предстоял поиск иных перспективных тематических направлений работы. Он лично формулировал концепции и разрабатывал научно-технические решения, определяя пути, методы и средства при проектировании, а также доводке высокоэффективных авиационных двигателей, их узлов и систем.
Муравченко является автором более 180 научных трудов и публикаций, имеет 42 авторских свидетельства на изобретения. Он предложил и обосновал основные концепции комплексного решения создания и доводки семейства высокоэффективных турбореактивных двигателей с большой степенью двухконтурности. Эти силовые установки не имеют аналогов в отечественном авиадвигателестроении, а в ряде случаев — и в мировой практике. В частности, Муравченко разработал научные основы создания двигателей трёхвальной системы с установкой каждого ротора на двух опорах. Ему принадлежит авторство модульной конструкции авиационных двигателей; высоконадёжных опор роторов турбины, работающих в сложных условиях.
Высокий потенциал надёжности, заложенный в двигатели, дал возможность продлить их лётную жизнь в 4—15 раз, а само понятие «ресурс» стало неотъемлемой составляющей имиджа фирмы «Прогресс».
При непосредственном участии и под руководством Ф. М. Муравченко созданы авиационные двигатели, которые эксплуатируются на самолётах Як-42, Ан-72, Ан-74, Ан-124 «Руслан», Ан-225 «Мрія», Ан-140, Ту-334, Бе-200, Як-130, Ан-74ТК-300, Ан-148 и на вертолёте Ми-26. А также на создаваемых самолётах Ан-70, Ту-324, Ан-124-100, EV-55, L-15, L-39М, вертолётах Ми-2М, Ка-226, «Ангел».
На выборах Президента Украины 2010 года за поддержку авиапромышленности Украины поддержал Юлию Тимошенко и стал её доверенным лицом.

### Семья
- Отец — Михаил Ефимович (1883—1969).
- Мать — Варвара Мироновна (1885—1975).
- Жена — Зинаида Ивановна (1929—2016).
- Дети — дочь Наталья (род. 1954) и сын Олег (1959—2003).

### Смерть
Скончался 8 февраля 2010 года в центре экстремальной медицины 5-й городской больницы Запорожья. Муравченко имел хроническое лёгочное заболевание, которое обострилось.
В прощальной церемонии приняли участие делегация правительства Украины, руководители области и города, коллеги покойного из Российской Федерации, работники предприятия. Семье покойного слова сочувствия передали Президент Украины Виктор Ющенко и премьер-министр Украины Юлия Тимошенко. Похоронен на Капустяном кладбище, где в 2011 году был торжественно открыт памятник Муравченко.

## Память
- В 2009 году в Запорожье на доме № 5 по улице Омской торжественно открыли памятную доску в честь Фёдора Муравченко. В 2011 году улица Омская была переименована в улицу имени академика Ф. М. Муравченко[9].
- В память о Фёдоре Муравченко был создан благотворительный фонд[10].
- Именем Фёдора Муравченко назван самолёт Ан-124-100 принадлежавший российской авиакомпании «Полёт»[11].

## Награды
В послужном списке Фёдора Муравченко — более 50 государственных и общественных наград и почётных званий СССР, Украины и России за успешную деятельность в области создания новых образцов авиационной техники и общественную работу.
Государственные награды Украины:
- Герой Украины с вручением ордена Державы (22 августа 2002 года) — за выдающиеся личные заслуги перед Украинским государством в развитии авиационной промышленности, многолетний самоотверженный труд[12].
- Орден князя Ярослава Мудрого V степени (16 марта 2009 года) — за весомый личный вклад в социально-экономическое и культурное развитие Украины, высокий профессионализм и многолетний добросовестный труд[13] .
- Орден «За заслуги» I степени (23 августа 2005 года) — за значительный личный вклад в социально-экономическое, научное и культурное развитие Украины, весомые трудовые достижения и активную общественную деятельность[14].
- Орден «За заслуги» II степени (28 января 1999 года) — за значительный личный вклад в социально-экономическое развитие Запорожской области, весомые трудовые достижения[15].
- Почётный знак отличия Президента Украины (10 марта 1994 года) — за значительный личный вклад в создание и внедрение в серийное производство отечественных авиационных двигателей нового поколения[16].
- Почётная грамота Кабинета Министров Украины (17 марта 1999 года) — за многолетний добросовестный труд, высокий профессионализм, личный вклад в создание авиационной техники, укрепление авторитета отечественной авиационной промышленности в мире и в связи с 70-летием со дня рождения[17].

Государственные награды Российской Федерации:
- Орден Почёта (18 марта 2009 года) — за большой вклад в укрепление российско-украинского научно-технического сотрудничества[18].
- Орден Дружбы (6 ноября 2004 года) — за большой вклад в укрепление российско-украинской дружбы и сотрудничества[19].

Государственные награды СССР:
- Медаль «За трудовую доблесть» (1966 год);
- Медаль «В ознаменование 100-летия со дня рождения Владимира Ильича Ленина» (1970 год);
- Орден Трудового Красного Знамени (1971 год);
- Орден Октябрьской Революции (1981 год).

Прочее:
- орден «За верность долгу» (2005 год)
- орден «Звезда Пальмиры»
- орден «Звезда Содружества»
- орден «Великая Победа»
- орден «Содружество» II степени
- орденский знак «Слава на верность Отчизне» III степени с присвоением титула «Кавалер ордена „Слава на верность Отчизне“» — за высокие достижения и заслуги перед украинским народом и Украинской Православной Церковью в 2001—2004
- Крест Почёта «За возрождение Украины» I степени
- Знак ордена «Святой Князь Владимир» IV степени с присвоением титула «Рыцарь ордена „Святой Князь Владимир“» (2000 год)
- Золотой орден «Святой Апостол Андрей Первозванный» (2004 год)
- Золотая медаль лауреата премии Международной инженерной академии

Почётные звания
- Заслуженный деятель науки и техники Украины (19 декабря 2003 года) — за весомый личный вклад в развитие авиационной промышленности Украины, внедрение современных технологий в отечественное самолётостроение[20].
- Действительный член Международной инженерной академии[21]
- «Выдающийся инженер XX века» (присвоено Международной инженерной академией за выдающийся вклад в развитие науки, техники и технологий в 2000—2008 годах, а также за укрепление международного инженерного сообщества)
- «Почётный гражданин города Запорожье» (31 марта 2004 года)
- «Почётный гражданин города Оклахома»